# Комелініди
Комелініди — клада однодольних покритонасінних яка містить 4 порядки. Комелініди є єдиною неформально названою кладою однодольних за системою APG IV. Решта однодольних — парафілетичні. Назва «комелініди» походить від назви роду комеліна (Commelina).

## Особливості
Спільними ознаками (синапоморфіями) комелінідів є переважно анатомічні особливості: ферулова кислота, що відбиває ультрафіолет, знаходиться в клітинних стінках, наявний кутикулярний віск. В епідермальних клітинах, але також і в інших тканинах, характерними є силікатні включення.

## Таксономія

### Історія
Комелініди були виокремлені в 1967 році Арменом Тахтаджаном, який назвав їх Commelinidae і призначив як підклас Liliopsida (однодольних). Однак, випустивши свою систему класифікації 1980 року, Тахтаджан об'єднав цей підклас у більший і більше не розглядав його. Назва також використовувалася в системі Кронквіста 1981 року. У рамках систем APG не використовуються офіційні ботанічні назви вище рангу порядку. Зараз комелініди є добре підтримуваною кладою однодольних; вона була визнана в усіх чотирьох системах класифікації APG, які містять по суті ті самі рослини. 

### Кладограма
|  | Poales                                                        |
|  |                                                               |
|  | \| \| Commelinales \| \| \| \| \| \| Zingiberales \| \| \| \| |
|  |                                                               |
|  | Commelinales                                                  |
|  |                                                               |
|  | Zingiberales                                                  |
|  |                                                               |

|  | Commelinales |
|  |              |
|  | Zingiberales |
|  |              |

|  | Poales                                                        |
|  |                                                               |
|  | \| \| Commelinales \| \| \| \| \| \| Zingiberales \| \| \| \| |
|  |                                                               |
|  | Commelinales                                                  |
|  |                                                               |
|  | Zingiberales                                                  |
|  |                                                               |

|  | Commelinales |
|  |              |
|  | Zingiberales |
|  |              |